# الیملر، کراساسو
الیملر، کراساسو (به لاتین: Alemler, Karacasu) یک منطقهٔ مسکونی در ترکیه است که در استان آیدین واقع شده‌است.

## خصوصیات
الیملر ۹۵۶ نفر جمعیت دارد.